# Worpswede
Worpswede är en kommun och ort i Landkreis Osterholz i förbundslandet Niedersachsen i nordvästra Tyskland. Kommunen har cirka 10 000 invånare. Worpswede har varit platsen för en livskraftig konstnärskoloni som grundades 1889.

## Museer
- Barkenhoff/Heinrich-Vogeler-Museum
- Große Kunstschau Worpswede
- Museum am Modersohn-Haus
- Worpsweder Kunsthalle